# Andy Paley
Andy Paley, celým jménem Andrew Douglas Paley (2. listopadu 1952 – 20. listopadu 2024) byl americký hudebník-multiinstrumentalista, hudební producent a skladatel.
Na počátku své kariéry působil v kapele Catfish Black, ve které hráli také Jerry Harrison a Ernie Brooks. Kapela si později změnila název na The Sidewinders a vydala jedno eponymní album, jehož producentem byl Lenny Kaye. Spolu se svým mladším bratrem Jonathanem tvořil ve druhé polovině sedmdesátých let hudební duo The Paley Brothers. Přestože spolu přestali vystupovat po vydání jednoho alba již v roce 1979, i později zůstali v kontaktu a na několika projektech pracovali společně.
V roce 1979 hrál na albu Back in Your Life zpěváka Jonathana Richmana. Později produkoval jeho desku Rockin' and Romance, na níž zároveň hrál, a stal se členem jeho doprovodné skupiny. Později produkoval či hrál na jeho dalších deskách, včetně I, Jonathan (1992) a Surrender to Jonathan (1996).
V roce 1988 přispěl na první sólové album hudebníka Briana Wilsona, člena skupiny The Beach Boys. V devadesátých letech se podílel na jeho dalších, oficiálně nevydaných nahrávkách. Během své kariéry spolupracoval s mnoha dalšími hudebníky, mezi něž patří například Debbie Harry, Elliott Murphy a April March. V roce 2010 se oženil s Heather Crist.
Pracoval také ve filmu a televizi, skládal hudbu a psal písně většinou pro kreslené filmy jako The Ren & Stimpy Show, Digimon, SpongeBob SquarePants a Camp Lazlo.